# Batalha de Argentovária
Batalha de Argentovária ou Batalha de Argentária foi travada em maio de 378 entre o Império Romano e o exército invasor dos lentienses, um ramo dos alamanos, em Argentovária (perto de Colmar, na França). Com esta derrota, os lentienses desapareceram do registro histórico.
O seu rei, Priário, morreu na batalha. O imperador romano Graciano (r. 367–383), que entregou o comando das operações a Nanieno e Malobaldo, recebeu o título de Alemânico Máximo (Allemanicus Maximus) depois da vitória.